# Michael C. Hall

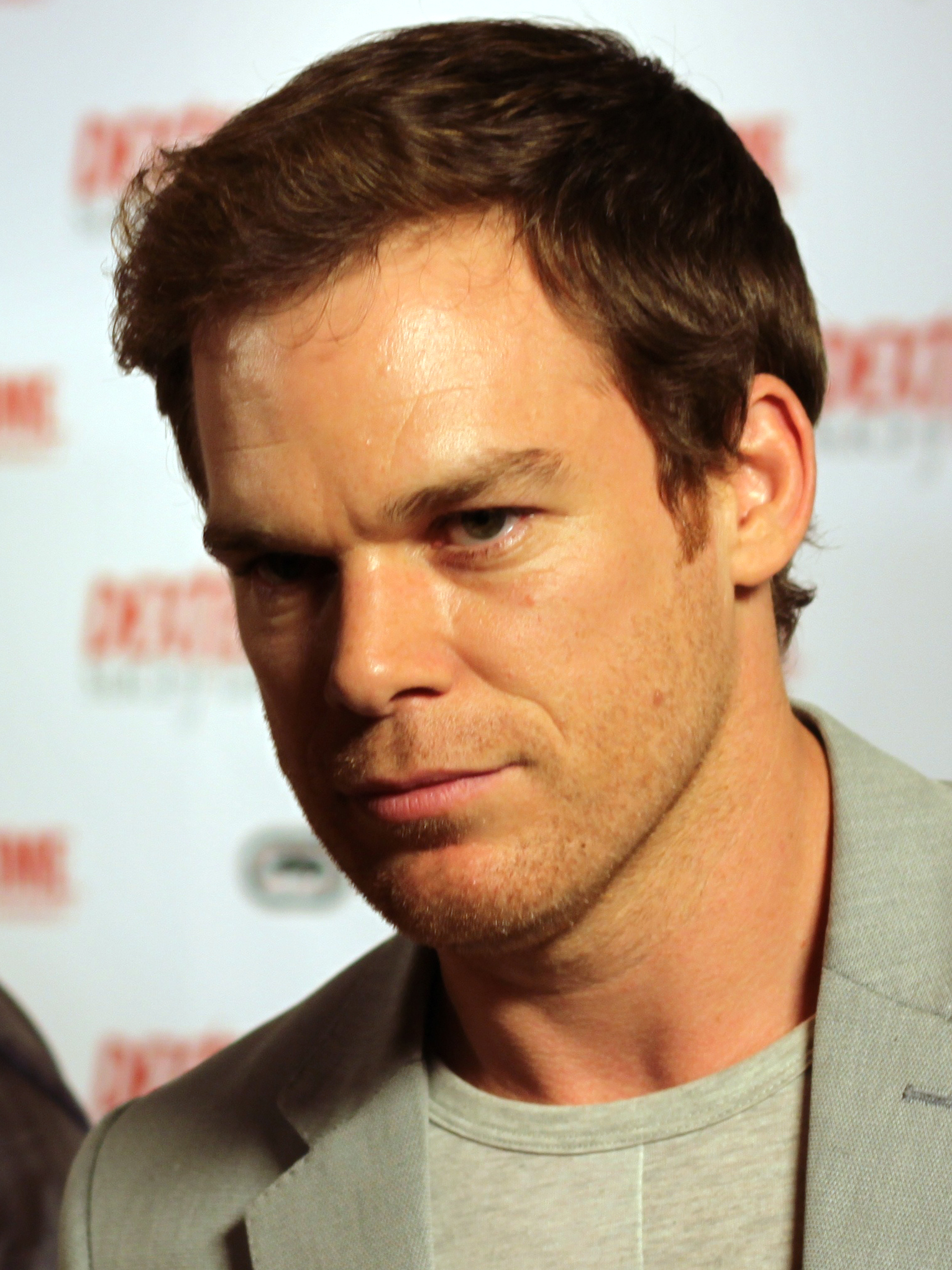
Michael C. Hall (2011)

Michael Carlyle Hall (* 1. Februar 1971 in Raleigh, North Carolina) ist ein US-amerikanischer Schauspieler.

## Leben
Hall wuchs als Einzelkind bei seinen Eltern Janice und William Hall in seinem Geburtsort Raleigh auf. Als er elf Jahre alt war, starb sein Vater an Prostatakrebs. Schon in seiner Kindheit begann Michael mit der Schauspielerei und trat dem Schulchor bei. Seinen Highschool-Abschluss absolvierte er an der Ravenscroft School im Jahre 1989.
Hall wollte zunächst am College Rechtswissenschaften studieren, doch er entschied sich für den Studiengang Schauspiel, den er 1993 am Earlham College in Richmond, Indiana abschloss. Nach seiner Ausbildung und dem Erlangen des Master of Arts in New York City begann er seine Karriere mit Auftritten in diversen Broadway- und Off-Broadway-Produktionen. Seine erste große Rolle war die des Malcolm in Alec Baldwins Macbeth-Inszenierung am New Yorker Public Theater. Es folgten Engagements in Produktionen von David Hares Skylight und Stephen Sondheims Bounce.
Hall kannte Sam Mendes, der mit American Beauty einen Oscar für die beste Regie erhielt, seit seiner Zeit bei Bounce. Alan Ball, der Drehbuchautor von American Beauty, schrieb auch das Drehbuch zu der neuen Fernsehserie Six Feet Under – Gestorben wird immer, mit der Hall seinen Durchbruch als Fernsehschauspieler feierte. Er spielte von 2001 bis 2005 in fünf Staffeln den homosexuellen Bestattungsunternehmersohn David Fisher. Für diese Rolle war der US-Amerikaner 2002 für den Emmy nominiert.
In der Fernsehserie Dexter, die vom US-amerikanischen Pay-TV-Sender Showtime produziert wurde, verkörperte Hall die Figur des Dexter Morgan, der auf der einen Seite als Forensiker und Blutspurenspezialist und auf der anderen Seite als Serienmörder in Erscheinung tritt. Die Serie lief von 2006 bis 2013 in insgesamt acht Staffeln. Die Rolle des Dexter brachte Hall einen Saturn Award, 2010 einen Golden Globe Award, einen Screen Actors Guild Award sowie fünf Emmy-Nominierungen ein. 2021 erschien unter dem Titel Dexter: New Blood eine zehn Folgen umfassende Fortsetzung zur Originalserie. An Dexter: Original Sin aus dem Jahr 2024 ist er im Original als Erzähler beteiligt. 2025 wurde mit Dexter: Wiedererwachen eine weitere Fortführung der Originalserie veröffentlicht.
2016 spielte und sang er im Musical Lazarus von David Bowie die Rolle des Thomas Jerome Newton.
Sein deutscher Standard-Synchronsprecher ist Dennis Schmidt-Foß.

## Privates

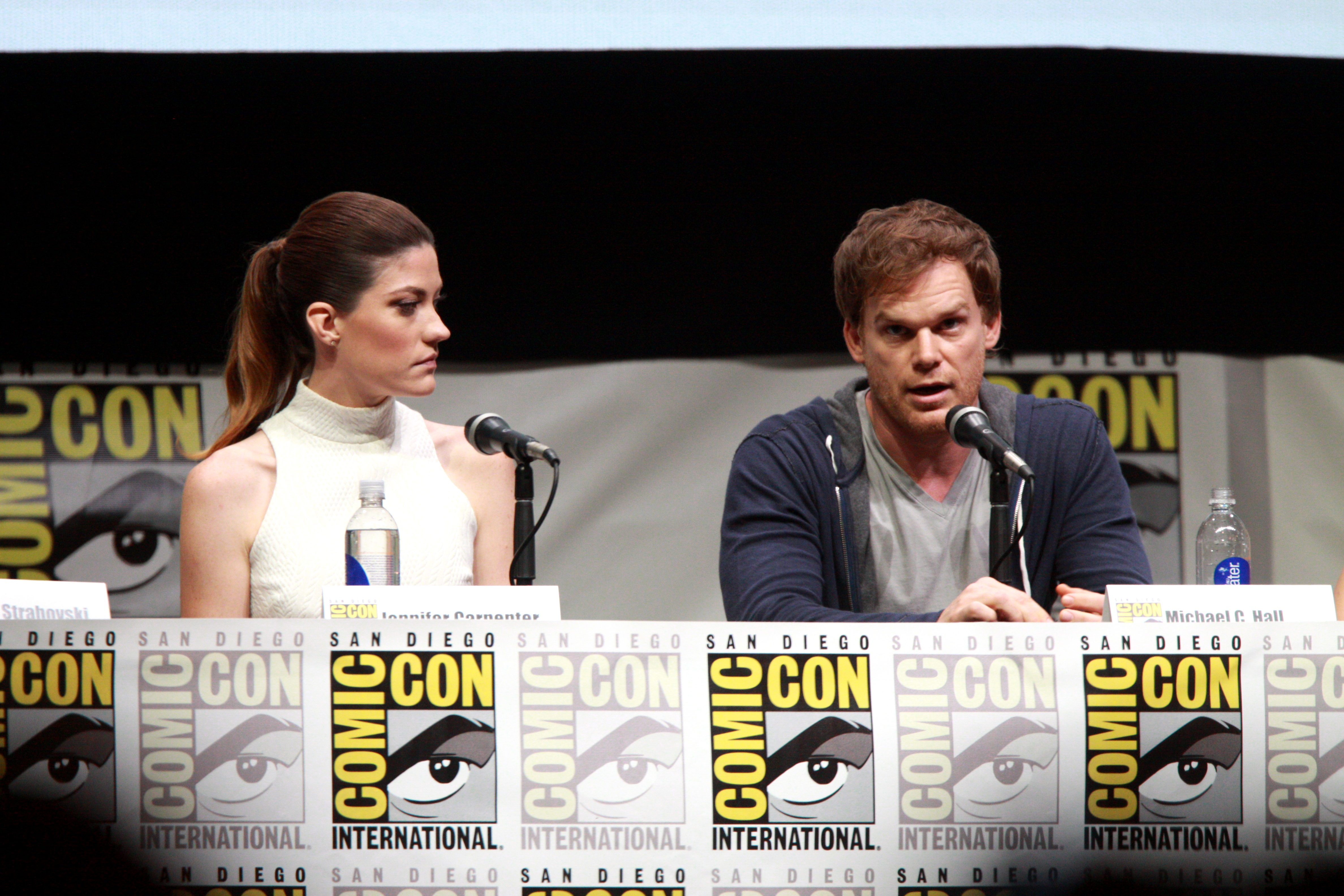
Jennifer Carpenter & Michael C. Hall (2013)

Hall heiratete im Mai 2002 die Schauspielerin Amy Spanger. Das Paar trennte sich 2006. Ab dem 31. Dezember 2008 war Hall mit Jennifer Carpenter, seiner Serienschwester aus Dexter, verheiratet. Am 2. Dezember 2011 wurde die Ehe geschieden, was schon ein Jahr zuvor angekündigt worden war.
Anfang 2010 wurde bekannt, dass Hall an einem Hodgkin-Lymphom erkrankt ist, das jedoch therapierbar sei. Am 25. April 2010 gab Halls damalige Ehefrau Carpenter öffentlich bekannt, dass Hall als geheilt gilt und bei der nächsten Staffel von Dexter wieder mitwirken kann.
Seit Mai 2012 lebt Hall in einer Beziehung mit der Autorin Morgan Macgregor, die er am 29. Februar 2016 in New York City heiratete.

## Filmografie
- 1999: Jung und Leidenschaftlich – Wie das Leben so spielt (As the World Turns, Fernsehserie, Episode 1x10955)
- 2001–2005: Six Feet Under – Gestorben wird immer (Six Feet Under, Fernsehserie, 63 Episoden)
- 2003: Paycheck – Die Abrechnung (Paycheck)
- 2004: Bereft
- 2006: Mysteries of the Freemasons (Dokumentarfilm, Stimme)
- 2006–2013: Dexter (Fernsehserie, 96 Episoden)
- 2009: How to Spoon with Michael C. Hall (Kurzfilm, Stimme)
- 2009: Gamer
- 2009–2012: Dexter: Early Cuts (Fernsehserie, 24 Episoden)
- 2010: Peep World
- 2011: The Trouble with Bliss
- 2011: CollegeHumor Originals (Fernsehserie, Episode 1x122)
- 2012: Ruth & Erica (Fernsehserie, 3 Episoden)
- 2013: Kill Your Darlings – Junge Wilde (Kill Your Darlings)
- 2013: The River (Kurzfilm)
- 2014: Cold in July
- 2015: Justice League: Gods and Monsters Chronicles (Fernsehserie, Episode 1x01, Stimme)
- 2015: Justice League: Götter und Monster (Justice League: Gods and Monsters, Stimme)
- 2015–2019: Star gegen die Mächte des Bösen (Star vs. the Forces of Evil, Fernsehserie, 11 Episoden, Stimme)
- 2016: Christine
- 2016: After Adderall
- 2017: The Secret Man (Mark Felt: The Man Who Brought Down the White House)
- 2017: The Crown (Fernsehserie, Episode 2x08)
- 2018: Game Night
- 2018: Safe (Fernsehserie, 8 Episoden)
- 2019: The Report
- 2019: Documentary Now! (Fernsehserie, Episode 3x07)
- 2019: In the Shadow of the Moon
- 2020: Schatten der Mörder – Shadowplay (Shadowplay, Fernsehserie)
- 2021: Das Versteck (John and the Hole)
- 2021–2022: Dexter: New Blood (Fernsehserie)
- seit 2024: Dexter: Original Sin (Fernsehserie)
- seit 2025: Dexter: Wiedererwachen (Dexter: Resurrection, Fernsehserie)

## Auszeichnungen
Six Feet Under
- 2003: Screen Actors Guild Awards als Bestes Schauspielensemble – Drama
- 2004: Screen Actors Guild Awards als Bestes Schauspielensemble – Drama

Dexter
- 2007: Saturn Award als Bester Schauspieler in einer TV-Serie
- 2007: Satellite Award als Bester Darsteller in einer TV-Serie – Drama
- 2009: Screen Actors Guild Award als Bester Darsteller in einer Fernsehserie – Drama
- 2010: Golden Globe Award als Bester Schauspieler in einer TV-Serie – Drama